# Thomas Berger (Autor, 1924)
Thomas Louis Berger (* 20. Juli 1924 in Cincinnati, Ohio; † 13. Juli 2014 in Nyack, New York) war ein US-amerikanischer Schriftsteller.

## Leben und Schaffen
Thomas Berger war mit der US-Armee in Europa, bevor er in Cincinnati und an der Columbia University studierte. Danach arbeitete er als Bibliothekar und Journalist, bevor er 1958 seinen ersten Roman Crazy in Berlin veröffentlichte, den er später mit Reinhart in Love (1962), Vital Parts (1970) und Reinhart's Women (1981) fortsetzte. Die Romanserie folgt mit bissigem Witz dem Schicksal des Soldaten Carlo Reinhart, dessen Lebensoptimismus an seiner korrupten Umwelt zugrunde geht.
Wie in den Reinhart-Romanen die amerikanische Mittelklassegesellschaft, so nahm Berger das Genre des Western mit Little Big Man (1964) und The Return of Little Big Man (1999) sowie das der Krimis oder Spionageromane mit Who Is Teddy Villanova? (1977) und Nowhere (1985) in satirischer Form kritisch ins Visier.
Andere Romane beleuchten tabuisierte Themen der amerikanischen Gesellschaft: Killing Time (1967) und Sneaky People (1975) thematisieren die durchschimmernde Gewalt anhand eines Massenmörders und eines Mannes, der seine Frau umbringen will. The Houseguest (1988) ist eine finstere Komödie über einen sich zur Bedrohung wandelnden Besucher.
Das klassische Thema der Orestie griff Berger in Orrie's Story (1990) auf; Arthur Rex (1978) ist eine moderne Version der Artussage, und Robert Crews ist eine Robinsonade.
Einen Ausflug in die Science Fiction stellt Regiment of Women (1973) dar, eine ins 22. Jahrhundert gesetzte Satire über eine zu weit gegangene Gleichberechtigung der Geschlechter. Adventures of the Artificial Woman (2004) beleuchtet ebenfalls die Rolle von Frauen, hier anhand des Werdegangs eines lebensechten weiblichen Roboters durch die Welt der Prostitution, Pornographie, Filmindustrie und Politik.

## Werke (Auswahl)
Romane
- Carlo-Reinhart-Zyklus
  - Crazy in Berlin. A novel. Delcorte Press, New York 1981, ISBN 0-440-01131-0 (Nachdr. d. EA New York 1958).
  - Reinhart in Love. A Novel. Delacorte Press, New York 1981, ISBN 0-440-07343-X (Nachdr. d. EA New York 1962).
  - Vital Parts. A novel. Little Brown, New York 1990, ISBN 0-316-09225-8 (Nachdr. d. EA New York 1971).
  - Reinhart’s Women. Delacorte Press, New York 1981, ISBN 0-440-07408-8.
- Little-Big-Man-Zyklus
  - Little Big Man (1964). Verlag Neues Leben, Berlin 1977, Lizenz-Nr. 303 (305/240/77), Bestell-Nr. 642 539 7; auch: Der letzte Held. Ein Superwestern („Little Big Man“, 1964). Verlag Kiepenheuer & Witsch, Köln 1985, ISBN 3-462-01698-9.
  - The Return of Little Big Man, Little Brown, Boston, Mass. 1999, ISBN 0-316-09844-2.
- Killing Time oder die Art zu töten („Killing Time“, 1967). Fischer Taschenbuchverlag, Frankfurt/M. 1972, ISBN 3-436-01528-8.
- Regiment of Women. A novel. Little Brown, New York 1991, ISBN 0-316-09242-8 (Nachdr. d. Ausg. New York 1973).
- Sneaky People. Simon & Schuster, New York 2005, ISBN 0-7432-5795-2 (Nachdr. d. Ausg. New York 1975).
- Who is Teddy Villanova? A novel. Delta Books, New York 1989, ISBN 0-385-29149-3 (Nachdr. d. Ausg. New York 1977).
- Die Geheimnisse von Camelot. Roman („Arthur Rex. A Legendary Novel“, 1978). Heyne, München 1986, ISBN 3-453-02314-5.
- Neighbors. A novel. Delacorte, New York 1980, ISBN 0-440-06556-9.
- The Feud. A novel. Little Brown, Boston, Mass. 1983, ISBN 0-316-11600-9.
- Nowhere. Delacorte Press, New York 1985, ISBN 0-385-29401-8.
- Being Invisible. Little Brown, Boston, Mass. 1987, ISBN 0-316-09158-8.
- The Houseguest. A novel. Little Brown, Boston, Mass. 1988, ISBN 0-316-09163-4.
- Changing the Past. A novel. Little Brown, Boston, Mass. 1989, ISBN 0-316-09149-9.
- Orrie’s Story. A novel. Little Brown, Boston, Mass. 1990, ISBN 0-316-09220-7.
- Montag 9.10. Roman („Meeting Evil“, 1992). Eichborn Verlag, Frankfurt/M. 1994, ISBN 3-8218-0246-4.
- Robert Crews. Morrow Books, New York 1994, ISBN 0-688-11920-4.
- Suspects. A novel. Morrow Books, New York 1996, ISBN 0-688-11925-5.
- Best Friends. A novel. Simon & Schuster, New York 2003, ISBN 0-7432-4183-5.
- Abenteuer einer künstlichen Frau. Roman („Adventures of the Artificial Woman“, 2004). Verlag Süddeutsche Zeitung, München 2011, ISBN 978-3-86615-933-4.

Erzählungen
- Granted Wishes. Three Stories. Lord John Press, Northridge, Calif. 1984, ISBN 0-935716-33-5.

## Verfilmungen
- Arthur Penn (Regie): Little Big Man. 1970.
- John G. Avildsen (Regie): Die verrückten Nachbarn. 1981.
- Chris Fisher (Regie:) Meeting Evil. 2012